# 공중에 뜬 나의맨발
"공중에 뜬 나의맨발"은 1987년에 개봉한 대한민국의 영화이다.

## 캐스팅
- 유혜영 : 성요미 역
- 마흥식 : 선우민엽 역
- 최윤석 : 최윤섭 역
- 박암 : 윤치상 역
- 김희라 : 치욱 역
- 추석양
- 김길호 : 안 박사 역
- 문태선
- 이대로
- 백송
- 원미원 : 윤 부인 역
- 최일
- 민재련 : 미지 역